# RAF Lyneham

i7
i11
i13
Die Royal Air Force Station Lyneham (IATA-Code: LYE, ICAO-Code: EGDL), kurz RAF Lyneham, war eine Luftwaffenbasis der britischen Royal Air Force bei Royal Wootton Bassett im südenglischen Wiltshire. Der Stützpunkt war nach dem Zweiten Weltkrieg zunächst Haupteinsatzbasis für strategische Transportflugzeuge und von Juni 1970 bis 2011 ausschließlich zuständig für den taktischen Lufttransport des britischen Militärs. Der Flugplatz war für einen 24-Stunden-Betrieb ausgelegt. Die Truppenfahne der RAF wurde am 20. Dezember 2012 eingeholt.

## Geschichte
RAF Lyneham wurde 1939 von der Royal Air Force (RAF) mit zunächst 14 als Depots geplante Flugzeughallen und einer Graspiste inoffiziell Betrieb genommen, die offizielle Eröffnung erfolgte erst am 18. Mai 1940. Ursprünglich sollten dort lediglich Reserveeinheiten stationiert werden, jedoch änderte der Ausbruch des Zweiten Weltkriegs die Planungen. Im Jahr 1940 wurde die Station zum Ausbildungszentrum für britische Kampfpiloten. Ein Jahr später begann auch das Training für Bombercrews in Lyneham. Im Verlauf des Krieges wurde hier zusätzlich eine große Anzahl Transportflugzeuge stationiert, um die britischen Truppen an den Kriegsschauplätzen zu versorgen.
Nach dem Krieg verblieb neben der Wartungseinheit lediglich die seit 1942 in RAF Lyneham liegende 511. Staffel (511. Squadron) strategische Transportfliegerstaffel mit ihren Avro York am Platz und 1947 kamen mit der 99. und 206. Squadron zwei weitere York-Staffeln hinzu. Während der Berlin-Blockade 1948 wurden die Transportflieger nach RAF Wunstorf bei Hannover verlegt, um die Luftbrücke aufrechtzuerhalten. Diese Zeit wurde genutzt, um die Basis grundlegend zu modernisieren. Neue Lagerhallen, Unterkünfte und Abfertigungsgebäude wurden errichtet. Auch die zwei Landebahnen wurden ausgebaut.
Nach ihrer Rückkehr aus Niedersachsen kam jedoch anstelle der aufgelösten 206. die 242. Squadron als dritte Staffel zurück, und die drei Lynehamer Staffeln rüsteten Ende 1949 auf die ebenfalls noch propellergetriebene Handley Page Hastings um. Im Folgejahr wurde die 242. in die 53. Squadron umgetauft, letztere sowie die 511. Squadron lagen bis 1957 in Lynham.
Im Juli 1956 nahm die im Vorjahr von Ägypten nach RAF Lyneham verlegte 216. Squadron als erste Transportstaffel die düsengetriebene De Havilland DH.106 Comet in Betrieb. Für die neuen Verkehrsjets wurde eine der Start- und Landebahn von 1.800 m auf 2.400 m erweitert. Pläne, die Basis als Stützpunkt für die strategischen Bomber der V-Force zu nutzen, wurden nicht umgesetzt, er diente jedoch als Ausweichplatz der Bomberflotte.
Die 99. Squadron rüstete in der ersten Jahreshälfte 1959 als erste RAF-Staffel auf die Bristol Britannia um und Ende des Jahres kam als zweite Einheit die wieder aufgestellte 511. Squadron hinzu. Die Comet C2 wurde bei der 216. noch bis 1967 betrieben, danach bis zur Außerdienststellung jedoch nur noch die seit Anfang der 1960er Jahre parallel geflogene verbesserte Comet C4. Neben den „normalen“ Langstrecken-Truppentransporten nutzte auch die königliche Familie regelmäßig die Comets.
In den 1960er Jahren wurde RAF Lyneham zum größten logistischen Stützpunkt der RAF und 1967 trafen die ersten Lockheed-C-130K-Hercules-C1-Transportflugzeuge bei der 36. Squadron ein. Im Jahr 1968 wurde die 24. Squadron, zuvor in RAF Colerne stationiert, nach Lyneham verlegt und in den 1970ern wurden dann sämtliche Hercules-Maschinen hier zusammengezogen. Hierzu wurden die beiden Britannia-Staffeln, die 99. und 511. Squadron, nach RAF Brize Norton verlegt, der neuen strategischen Basis.
Die 30. und 47. Squadron verlegten 1971 von RAF Fairford, im gleichen Jahr gefolgt von der 48. aus RAF Changi, damit bildeten fünf Staffeln das C-130 Lyneham Transport Wing. 1976 vervollständigte die vormals in RAF Akrotiri liegende 70. Squadron das C-130 Geschwader, das somit kurzfristig aus sechs Staffeln bestand. Im gleichen Jahr wurde die 36. und 48. Squadron jedoch außer Dienst gestellt, so dass das C-130 Geschwader fortan bis 2010 aus vier Staffeln bestand. Die letzte noch verbliebene strategische Staffel, die 216. mit ihren Comets, wurde ebenfalls 1976 deaktiviert. RAF Lyneham, damals zusätzlich auch noch Heimatbasis der Hercules-Umschulungseinheit (242. Operational Conversion Unit), war 1976 die größte Einsatzbasis der RAF.
Die Station war mit ihren vier Hercules-Staffeln weiterhin noch immer einer der größten und bedeutendsten britischen Luftwaffenstützpunkte. Sämtliche Einsätze britischer Soldaten wurden weltweit durch Hercules-Transportflugzeuge aus Lyneham unterstützt. Ein Teil der Flotte wurde zur längeren C-130K Hercules C3 umgebaut und zwei der Staffeln, die 24. und die 30. Squadron rüsteten ab 1999 auf die C-130J Hercules C4/C5 um. Im Jahr 2005 kam es zum Abschuss einer Hercules über dem Irak, bei dem 10 Menschen ums Leben kamen.
Am 4. Juli 2003 beschloss das Strike Command der Royal Air Force in High Wycombe die Schließung von RAF Lyneham. Bis zum 1. Juli 2011 werden sämtliche Flugzeuge nach Brize Norton verlegt, die offizielle Schließung des Stützpunktes wird am 31. Dezember 2012 erfolgen. Pläne für eine Weiternutzung als Bomberstützpunkt wurden 2004 wieder verworfen.
Der Flughafen wurde als zentraler Versorgungsflughafen für die britischen Truppen in Afghanistan genutzt. Die sterblichen Überreste der in Afghanistan gefallenen britischen Soldaten wurden seit 2007 ebenfalls über diesen Flugplatz zurück nach England gebracht. Die Särge der Soldaten wurden anschließend in einer Prozession durch den nahen Ort Royal Wootton Bassett gefahren.
Im Zuge der Außerdienststellung der C-130K wurde die 70. Squadron im September 2010 aufgelöst, die verbliebenen Maschinen flogen fortan nur noch bei der 47. Squadron. Im zweiten Quartal im Jahr 2011 wurden die verbliebenen „Fat Alberts“, so der Spitzname der RAF Hercules, zu ihrer neuen Heimat RAF Brize Norton verlegt und der Flugbetrieb wurde Ende September des Jahres eingestellt.

## Zukunft
Mitte Juli 2011 wurde bekannt, dass die Liegenschaft zukünftig für jedwede Art von technischen Trainings für die Streitkräfte des Vereinigten Königreiches genutzt werden soll. RAF Lyneham wurde im Dezember 2012 geschlossen, die Ausschreibung für das zu errichtende Defence College wurde 2012 gestartet. Neuer Eigentümer der Liegenschaft ist die Defence Infrastructure Organisation (DIO), das College soll bis 2020 volletabliert sein.

## Zwischenfälle
- Am 11. April 1946 brach bei einer Avro York C.1 der Royal Air Force (Luftfahrzeugkennzeichen MW180) während der Landung auf der RAF Station Lyneham das Fahrwerk zusammen. Alle Insassen überlebten. Das Flugzeug wurde irreparabel beschädigt.[2]

- Am 14. März 1947 ließ sich bei einer Avro York C.1 der Royal Air Force (MW202) im Anflug auf die RAF Station Lyneham das Fahrwerk nicht verriegeln. Bei der Landung brach es dann zusammen, wobei das Flugzeug irreparabel beschädigt wurde. Alle Insassen überlebten den Unfall.[3]

- Am 5. November 1947 fielen an einer Avro York C.1 der Royal Air Force (MW207) bei der Landung auf der RAF Station Lyneham die Bremsen aus. Das Flugzeug kam von der Landebahn ab und erst an einer Hecke zum Stillstand. Alle Insassen, Besatzungsmitglieder und Passagiere, überlebten. Die Maschine wurde irreparabel beschädigt.[4]

- Am 12. Juli 1951 fing an einer Vickers Valetta C.1 der Royal Air Force (VW194) kurz nach dem Start von der Luftwaffenbasis RAF Lyneham ein Motor Feuer. Die Piloten wollten zum Flugplatz zurückkehren, stellten jedoch das noch funktionierende Triebwerk ab, woraufhin die Maschine nahe der Luftwaffenbasis in den Boden flog. Alle 10 Insassen an Bord, drei Crewmitglieder und sieben Passagiere, kamen ums Leben.[5][6]

- Am 27. November 1952 sank eine Avro York Mk.I des britischen Surrey Flying Service (G-AMGM) während eines Radaranflugs auf die RAF Station Lyneham so tief unter den vorgeschriebenen Gleitpfad, dass sie mit hoher Sinkgeschwindigkeit in Bäume und einen Hügel stürzte. Beitragende Faktoren waren starke Fallböen, schlechte Sicht und Fehler der Piloten und des Radarlotsen. Das Flugzeug befand sich auf einem Überführungsflug vom Flughafen London-Stansted. Alle drei Besatzungsmitglieder überlebten.[7]

- Am 11. März 1955 brach am Triebwerk Nr. 2 (rechts) einer Percival Pembroke C.1 der Royal Air Force/Empire Test Pilots’ School (WV698) ein Brand aus. Das Feuer breitete sich von der Flügelwurzel bis zum Leitwerk aus. Beim Versuch einer Notlandung 1,6 Kilometer nordöstlich von Andover (Hampshire) prallte die rechte Tragflächenspitze gegen einen Baum. Die Pembroke kam vom Kurs ab, prallte gegen eine Reihe kleiner Bäume und überschlug sich. Alle drei Insassen kamen bei dem Aufprall und dem Feuer, das die Wrackteile verschlang, ums Leben. Die Maschine, der erste Prototyp der Pembroke, war auf der RAF Station Lyneham gestartet.[8]